# 甲斐将馬
甲斐 将馬（かい しょうま、1956年10月30日 - ）は、日本の俳優。宮崎県出身。旧芸名は甲斐 道夫（かい みちお）。別芸名は魁 将馬（さきがけ しょうま）。身長175cm、血液型はA型。趣味はフライフィッシング、特技は乗馬。

## 来歴
千葉真一主宰のジャパンアクションクラブ (JAC) に7期生として入団。
テレビドラマ影の軍団シリーズや柳生あばれ旅シリーズでは全ドラマでスタント・パーソン、殺陣の相手役として、全シリーズの全エピソードにほとんど出演した。1989年の映画『将軍家光の乱心 激突』では、師匠の千葉真一がアクション監督として演出に専念するため、自らの吹き替えに甲斐を抜擢し、本作品では根来忍者役と千葉の演じた伊庭庄左衛門の一部と二役を演じている。
1990年代以降は俳優として活動も増え、2001年に芸名を魁 将馬（さきがけ しょうま）、2007年に甲斐 将馬（かい しょうま）に改めた。

## 出演

### テレビドラマ
- スパイダーマン（1978年） - スーツアクターなど
- メガロマン（1979年） - 怪獣（スーツアクター）
- スーパー戦隊シリーズ
  - バトルフィーバーJ（1979年 - 1980年）
  - 電子戦隊デンジマン（1980年 - 1981年）
  - 太陽戦隊サンバルカン（1981年 - 1982年）
  - 大戦隊ゴーグルファイブ（1982年 - 1983年）
  - 忍者戦隊カクレンジャー（1994年 - 1995年）
  - 未来戦隊タイムレンジャー（2000年） - 竜也の相手選手、土方本部長
  - 百獣戦隊ガオレンジャー（2001年） - マスター、デュークオルグ・狼鬼（スーツアクター）[7]
  - 忍風戦隊ハリケンジャー（2002年 - 2003年） - サタラクラ（スーツアクター）
  - 獣拳戦隊ゲキレンジャー 第32話「ゾワンギゾワンゴ! 集結、獣源郷」第34話「ゴワンゴワンのダインダイン! 獣拳巨神、見参」（2007年） - ブルーサ・イー
  - 炎神戦隊ゴーオンジャー 第44話「聖夜ヲマモレ」（2008年） - 犯人A
  - 特命戦隊ゴーバスターズ 第39話「必殺! メサイアの拳」（2012年） - 沢井
- 影の軍団シリーズ - 殺陣の相手（忍者・侍）やスタント
  - 服部半蔵 影の軍団（1980年）
  - 影の軍団II（1981 - 1982年）
  - 影の軍団III（1982年）
  - 影の軍団IV（1985年）
  - 影の軍団 幕末編（1985年）
- 柳生あばれ旅シリーズ - 殺陣の相手（忍者・侍）やスタント
  - 柳生あばれ旅（1980年 - 1981年）
  - 柳生十兵衛あばれ旅（1982年 - 1983年）
- 大岡越前
  - 第6部（1982年）
  - 第10部 第4話「華のお江戸の意地競べ」（1988年） - 盗っ人
- メタルヒーローシリーズ
  - 宇宙刑事シャイダー 第2話「踊れペトペト!」（1984年） - 道化師
  - 特警ウインスペクター 第18話「超能力! 孝行少女」（1990年） - 村川正
  - 特救指令ソルブレイン（1991年）
    - 第18話「明日へ走る自転車」 - 竹内
    - 第41話「激突!高速マシン」 - 久我哲也

  - 特捜ロボ ジャンパーソン 第43話「最強最後の超神」第44話「燃える女王様!!」（1993年） - コマンダー黒木
  - 重甲ビーファイター 第37話「サギるな用心棒」（1995年） - ネロ
- 江戸を斬るVII（1987年）
- 泥棒と若殿（1987年）
- 必殺シリーズ
  - 必殺仕事人ワイド 大老殺し 下田港の殺し技珍プレー好プレー（1987年） - 草履投げの角平
  - 必殺スペシャル・秋! 仕事人vsオール江戸警察（1990年） - 水村俊介
  - 必殺仕事人・激突! 第1話「ねずみ小僧の恋人（1991年） - 紋太
- TBS大型時代劇スペシャル（TBS）
  - 太閤記（1987年）
  - 織田信長（1989年）
  - 坂本龍馬（1989年）
- 仮面ライダーシリーズ
  - 仮面ライダーBLACK（1988年）
    - 第23話「マルモの魔法の力」 - 酔っ払い
    - 第29話「獲物はデスマスク」 - 春日

  - 仮面ライダーフォーゼ 第21話「進・路・誤・導」（2011年） - コーチ
  - 仮面ライダーガッチャード 第13話「とりもどせ！ユージョーXフォーエバー！」（2023年） - 錬金連合幹部
- 大忠臣蔵（1989年） - 武林唯七
- 家光と彦左と一心太助〜天下の一大事 危うし江戸城!〜（1989年）
- 水戸黄門（1990年）
- 次郎長三国志（1991年） - 都田梅太郎
- 徳川無頼帳（1992年） - 一八
- 名奉行 遠山の金さん（1993年）
- はぐれ刑事純情派（1995年、2004年）
- 隠密奉行朝比奈（1999年）
- 暴れん坊将軍（ANB / 東映）
  - 暴れん坊将軍VIII 第19話「妖しき占いの謎 グータラ夫に説教された吉宗」（1998年） - 玉置左玄太
  - 暴れん坊将軍IX 第10話「美人後家を守れ! 弁護人になった将軍」（1999年） - 戸部弥兵衛
- サラリーマン金太郎（1999年）
- 傷だらけの女（1999年）
- 武蔵 MUSASHI（2003年） - 武将
- 弁護士・高林鮎子（2003年）
- 子連れ狼 (北大路欣也版)（2004年）
- 火曜サスペンス「緊急救命病院 3」（2005年）
- 名奉行! 大岡越前2 第10話（2006年）
- 下北サンデーズ 第3話（2006年）
- スシ王子! 第5話（2007年）
- 金曜時代劇 お江戸吉原事件帖 最終回（2007年）
- キューティーハニー THE LIVE 第20話「存在の価値!」（2007年） - 税務署員
- ドラマW都市伝説セピア ~アイスマン（2008年）
- サラリーマン金太郎 第2シリーズ（2010年、テレビ朝日） - 幹部
- ゲゲゲの女房 第58回（2010年）
- タイムスクープハンター3 第9、10話（2012年）
- 酔いどれ小籐次 第13回「祝言日和」（2013年） - 浪人
- 花子とアン 第1話（2014年） - 警官
- 警視庁捜査一課9係 season10 第7話（2015年） - 粟野康一
- 科捜研の女 16（2017年）- 松尾慎介

### 映画
- 必殺! 4 恨みはらします（1987年）
- 将軍家光の乱心 激突（1989年） - 根来忍者Bと、伊庭庄左衛門の一部吹き替え
- リゾート・トゥ・キル（1994年） - 忍者
- 忠臣蔵外伝 四谷怪談（1994年） - 近松勘六
- 劇場版 百獣戦隊ガオレンジャー 火の山、吼える（2001年） - ゼウスオルグ（スーツアクター）[8]
- 忍風戦隊ハリケンジャー シュシュッと THE MOVIE（2002年） - サタラクラ（スーツアクター）[9]
- バトル・ロワイアルII 鎮魂歌（2003年） - オールドセブン
- 座頭市（2003年） - 井筒屋
- 斬〜KILL〜「こども侍」（2008年）
- ロストクライム -閃光-（2010年） - 田中甚一
- アオギリにたくして（2012年） - 堂内尚志
- 劇場版 タイムスクープハンター -安土城 最後の1日-（2013年） - 明智軍上級武士
- 神様のカルテ2（2014年） - 血液内科医
- 真田十勇士（2016年） - 東軍武将

### Vシネマ
- 忍風戦隊ハリケンジャーVSガオレンジャー（2003年） - サタラクラ[要出典]
- 轟轟戦隊ボウケンジャーVSスーパー戦隊（2007年）
- 獣拳戦隊ゲキレンジャーVSボウケンジャー（2008年） - ブルーサ・イー
- 忍風戦隊ハリケンジャー 10 YEARS AFTER（2013年） - 分身（ゼルンバ）

### 舞台
- 寝取られ宗介（2008年） - 主演

### CM
- JRA 日本中央競馬会（2013年） - 調教師

### ショートムービー
- JAEオリジナル ショートムービー「華麗なる追跡 TARGET-標的-」（2015年） - 源蔵

### イベント
- JAE NAKED LIVE「がんばろう 日本！」（2011年）